# منطقه شمال (کامرون)
منطقه شمال (به لاتین: North Region) یکی از منطقه‌های کامرون است. منطقه شمال ۲٬۳۱۱٬۱۷۹ نفر جمعیت دارد.